# Luis Buñuel
Luis Buñuel Portolés (IPA: [ˈlwiz βuˈɲwel poɾtoˈles]; Calanda, 22 febbraio 1900 – Città del Messico, 29 luglio 1983) è stato un regista, sceneggiatore e produttore cinematografico spagnolo naturalizzato messicano.
È stato uno dei più celebri esponenti del cinema surrealista, trovatosi costretto, a causa della dittatura franchista instauratasi in Spagna, a operare tra Messico, Francia e Stati Uniti, spesso con modesti fondi. I temi principalmente trattati nel corso della sua carriera cinematografica sono stati: la natura dell'inconscio, l'irrazionale, la sessualità umana e la critica anti-borghese e anti-clericale. Tra i vari premi ricevuti, la Palma d'oro al Festival di Cannes nel 1961, il Leone d'oro alla Mostra internazionale d'arte cinematografica nel 1967, l'Oscar al miglior film straniero nel 1973 e il Leone d'oro alla carriera ancora a Venezia nel 1982.

## Biografia

### Formazione
Buñuel nacque a Calanda, un paesino dell'Aragona, il 22 febbraio 1900, figlio di Leonardo Manuel Buñuel González e di María Portolés Cerezuela. Nel luogo natìo trascorse i primi anni di vita, prima d'esser poi mandato a Saragozza presso un collegio di gesuiti per proseguire gli studi, dove entrò in contatto con le ferree regole dell'educazione religiosa. Sarà proprio questo ambiente a suscitare in lui le idee anticlericali che avranno ampio riscontro nelle sue opere: "Io sono profondamente e coscienziosamente ateo, e non ho nessun tipo di problema religioso. Anzi, attribuirmi una tranquillità spirituale di tipo religioso è innanzitutto non capirmi, e poi offendermi. Non è Dio che mi interessa, ma gli uomini". Studiò poi letteratura e filosofia all'Università di Madrid, dove conobbe Federico García Lorca, Salvador Dalí, Rafael Alberti e Ramón Gómez de la Serna, conseguendo la laurea in Lettere nel 1924.

### Primo periodo surrealista, antiborghese e anticlericale
L'anno seguente si trasferì a Parigi dove cominciò a frequentare il gruppo surrealista. Qui fece il suo esordio cinematografico dirigendo Un chien andalou - Un cane andaluso (1928), un cortometraggio scritto e prodotto assieme all'amico Salvador Dalí. Le caratteristiche del cinema di Buñuel, il brutale impatto visivo e lo spirito antiborghese e anticlericale, in esso emergono già con forza, per sfociare nel 1930 nel lungometraggio surrealista, L'âge d'or, dove l'esaltazione del rapporto blasfemo fra Cristo e il Marchese de Sade provocò feroci reazioni di protesta. Il film, vietato subito dopo l'uscita, potrà uscire nuovamente solo nel 1950 a New York e nel 1951 a Parigi.
Tornato in Spagna girò Terra senza pane (1932), documentario di denuncia delle miserabili condizioni di vita della popolazione di una zona dell'Estremadura, conosciuta come Las Hurdes. Subito dopo la guerra civile e la sconfitta della Repubblica spagnola (1939) emigrò a New York. Qui trovò lavoro al Museum of Modern Art e si occupò della direzione del doppiaggio in spagnolo di film americani. Venne però presto licenziato a causa di un articolo scritto da Salvador Dalí, nel quale l'artista lo definiva ateo (e probabilmente di sinistra): era un'epoca in cui gli atei non erano particolarmente ben visti negli Stati Uniti d'America.

### Messico e primi premi
Nel 1940 si trasferì in Messico, paese di cui prenderà nel 1948 la cittadinanza. Lavorò a numerosi film tra cui Gran Casino (1947), Il grande teschio (1949), e I figli della violenza (1950) che gli valse il gran premio della giuria al festival di Cannes nel 1951. Nel circuito del cinema commerciale messicano diresse una lunga serie di film brillanti, realizzati con minime possibilità tecniche ed economiche: Adolescenza torbida (1950), Salita al cielo (1951), Una donna senza amore (1951), La figlia dell'inganno (1951), Il bruto (1952).

### Ritorno a temi più impegnativi

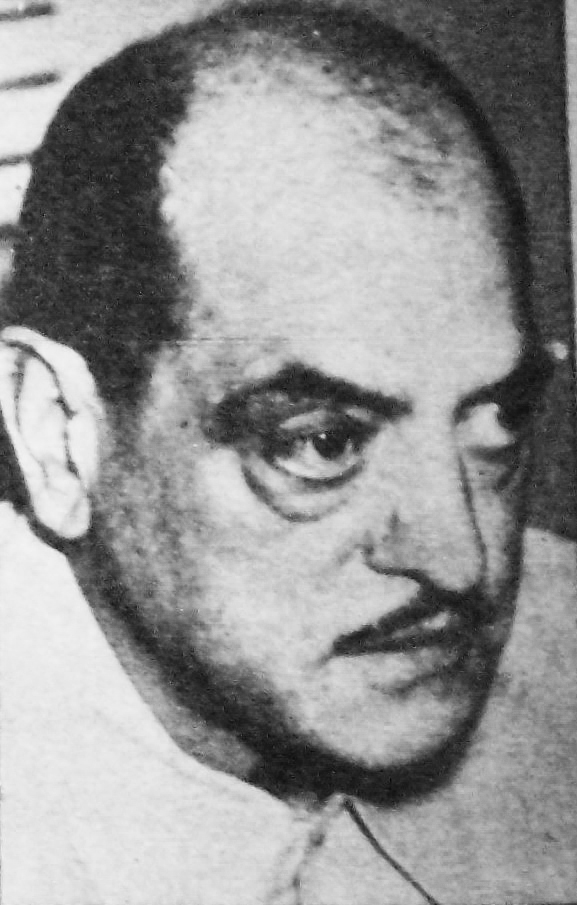
Luis Buñuel nel 1968.

Tornato a temi più impegnativi negli anni fra il 1952 e il 1960 con film come Lui (1953), L'illusione viaggia in tranvai (1953), La selva dei dannati (1956), Violenza per una giovane (1960), riconfermò il successo a Cannes con Nazarín (1958) e nel 1961 ricevette la Palma d'oro per Viridiana, ma il film, considerato troppo spregiudicato, venne accusato di blasfemia. Proprio a causa della furiosa censura seguita a quest'opera, che portò, tra l'altro, alla destituzione del direttore generale del cinema di Spagna, ad opera del Consiglio dei ministri, dopo un breve periodo trascorso nella Spagna del dittatore Francisco Franco fu costretto di nuovo a trasferirsi all'estero.
Girò in Messico L'angelo sterminatore (1962); in Francia Il diario di una cameriera (1964); nuovamente in Messico il mediometraggio Intolleranza: Simon del deserto (1965), vincitore del Leone d'argento alla Mostra del Cinema di Venezia, di nuovo in Francia, Bella di giorno (1967), suo maggior successo di pubblico per il quale vinse il Leone d'oro a Venezia, e La via lattea (1968), uno sguardo surrealista sulle eresie della chiesa cattolica. Nel 1970 tornò in Spagna dove diresse Tristana.
Seguì poi l'Oscar per il miglior film straniero (insieme alla candidatura per la sceneggiatura) per Il fascino discreto della borghesia (1972), uno dei suoi film più famosi. Seguiranno Il fantasma della libertà (1974) e Quell'oscuro oggetto del desiderio (1977), sua ultima fatica. Pubblicò Obra literaria, una raccolta di scritti letterari e nel 1981 scrisse la sua autobiografia, "Mon dernier soupir" ("Dei miei sospiri estremi" nella traduzione di Dianella Selvatico Estense per la SE editrice in Italia) coadiuvato dall'amico e co-sceneggiatore dei suoi ultimi film Jean-Claude Carrière. Verrà pubblicata postuma.

## Allontanamento di due amici
Durante le riprese de L'âge d'or, nell'aprile del 1930, Buñuel produce un brevissimo film, 83 metri di pellicola 35 millimetri per la durata di 4 minuti, En mangeant des oursines, che vede protagonisti il padre di Dalí e sua moglie. In tale pellicola di famiglia, dove Dalí è assente, miracolosamente ben conservata in una scatola di biscotti dalla stessa sorella di Dalí  e recuperata nel 1989, secondo il libro di Jordi Xifra, Menjant Garotes, si legge ancora nell'articolo, starebbe la matrice dell'opera di Buñuel, la separazione dal suo amico e collaboratore. Ben prima ancora di questa scoperta però la svolta di Buñuel fu un nodo importante sottolineato dalla critica. Adelio Ferrero, riportando le parole del regista a proposito di Un chien andalou,  «(...) il film non è la descrizione di un sogno (...)», siamo nel 1929, ne dà un'interpretazione consequenziale: «(...) egli tende a spostare l'interesse e l'attenzione dello spettatore, in particolare  dello spettatore d'ascendenza surrealista, sull'asse critico e ideologico del film, più che su quello onirico nel senso caro a molti compagni di strada». Georges Sadoul, nel suo Dictionnaire des Films del 1965, tradotto in italia da Sansoni nel 1968, scrive che L'age d'or «ha definitivamente concluso il cinema dadaista e surrealista» peraltro, conclude Giorgio Cremonini riportando le parole di Sadoul, «assai povero di esempi significativi».

## Valutazione dell'opera
Mario Sesti ha scritto  della difficoltà di definire l'opera di Buñuel «benché tale cinema, come scrisse Italo Calvino alla morte del regista, appartiene più alla storia della immaginazione che alla storia del cinema». La sua struttura, chiara in particolare nell'Angelo sterminatore, ma da estendere a tutti i suoi film, è collegata all'inconscio e al sogno.

## Nella cultura di massa
Buñuel appare come personaggio in vari film. 
- In Buñuel e la tavola di re Salomone (2001) di Carlos Saura, il regista (interpretato da El Gran Wyoming e da Pere Arquillué), magicamente ritornato ai tempi della sua giovinezza, vive, assieme ai suoi amici Federico García Lorca e Salvador Dalí, un'avventura esoterica per le strade di Toledo.
- In Midnight in Paris (2011) di Woody Allen il protagonista Gil, nel corso di uno dei suoi viaggi nel tempo, incontra il giovane Buñuel (Adrien de Van), a cui suggerisce la trama di quello che sarà L'angelo sterminatore.
- Nel film d'animazione Buñuel - Nel labirinto delle tartarughe (2018) di Salvador Simó, tratto da una graphic novel di Fermín Solís, il regista appare impegnato nelle riprese del documentario Terra senza pane.

- Compare anche nella serie spagnola El Ministerio del Tiempo, una prima volta nell'ottavo episodio della prima stagione e poi gli viene dedicato un intero episodio (il settimo) nella terza, inoltre viene anche citato nella canzone deadly combination del truceklan.

Buñuel è citato, inoltre, nella canzone China Town di Caparezza e in Deadly Combination del gruppo In The Panchine.

## Filmografia

### Regista
- Un chien andalou - Un cane andaluso (1929) - cortometraggio
- L'âge d'or (1930)
- Menjant garotes (1930)
- Terra senza pane (Las hurdes) (1932) - documentario
- Gran Casino (1946)
- Il grande teschio (El gran Calavera) (1949)
- I figli della violenza (Los olvidados) (1950)
- Adolescenza torbida (Susana) (1951)
- La figlia dell'inganno (La hija del engaño) (1951)
- Salita al cielo (Subida al cielo) (1952)
- Una donna senza amore (Una mujer sin amor) (1952)
- Il bruto (El Bruto) (1953)
- Lui (Él) (1953)
- L'illusione viaggia in tranvai (La ilusión viaja en tranvía) (1953)
- Cime tempestose (Abismos de pasión) (1954)
- Le avventure di Robinson Crusoe (Robinson Crusoe) (1954)
- Le rive della morte (El río y la muerte) (1954)
- Estasi di un delitto (Ensayo de un crimen) (1955)
- Gli amanti di domani (Cela s'appelle l'aurore) (1955)
- La selva dei dannati (La Mort en ce jardin) (1956)
- Nazarín (1958)
- L'isola che scotta (La Fièvre monte à El Pao) (1959)
- Violenza per una giovane (The Young One) (1960)
- Viridiana (1961)
- L'angelo sterminatore (El ángel exterminador) (1962)
- Il diario di una cameriera (Le Journal d'une femme de chambre) (1964)
- Intolleranza: Simon del deserto (Simón del desierto) (1965)
- Bella di giorno (Belle de jour) (1967)
- La via lattea (La Voie lactée) (1969)
- Tristana (1970)
- Il fascino discreto della borghesia (Le Charme discret de la bourgeoisie) (1972)
- Il fantasma della libertà (Le Fantôme de la liberté) (1974)
- Quell'oscuro oggetto del desiderio (Cet obscur objet du désir) (1977)

### Sceneggiatore
- La caduta della casa Usher (La chute de la maison Usher) (1928)
- Un chien andalou - Un cane andaluso (1929)
- L'âge d'or (1930)
- Terra senza pane (Las hurdes) (1932)
- Don Quintin l'amargao (Don Quintín el amargao) (1935)
- Chi mi ama? (¿Quién me quiere a mí?) (1936)
- España 1936 (1937)
- Sentinella attenti! (¡Centinela, alerta!) (1937)
- I figli della violenza (Los olvidados) (1950)
- Si usted no puede, yo sí (1951)
- Adolescenza torbida (Susana) (1951)
- Salita al cielo (Subida al cielo) (1952)
- Una donna senza amore (Una mujer sin amor) (1952)
- Il bruto (El Bruto) (1952)
- Lui (Él) (1953)
- L'illusione viaggia in tranvai (La ilusión viaja en tranvía) (1953)
- Cime tempestose (Abismos de pasión) (1954)
- Le avventure di Robinson Crusoe (Robinson Crusoe) (1954)
- Le rive della morte (El río y la muerte) (1954)
- Estasi di un delitto (Ensayo de un crimen) (1955)
- Gli amanti di domani (Cela s'appelle l'aurore) (1955)
- La selva dei dannati (La mort en ce jardin) (1956)
- Nazarín (1958)
- L'isola che scotta (La fièvre monte à El Pao) (1959)
- Violenza per una giovane (The Young One - La Joven) (1960)
- Viridiana (1961)
- L'angelo sterminatore (El ángel exterminador) (1962)
- Il diario di una cameriera (Le journal d'une femme de chambre) (1964)
- Intolleranza: Simon del deserto (Simón del desierto) (1965)
- Bella di giorno (Belle de jour) (1967)
- La via lattea (La voie lactée) (1969)
- Tristana (1970)
- Una historia decente (1971)
- Il fascino discreto della borghesia (Le charme discret de la bourgeoisie) (1972)
- Il fantasma della libertà (Le fantôme de la liberté) (1974)
- Quell'oscuro oggetto del desiderio (Cet obscur objet du désir) (1977)
- La novia de medianoche (1997)

### Attore
- Mauprat (1926)
- Carmen (1926)
- Un chien andalou - Un cane andaluso (1929)
- L'âge d'or (1930)
- La figlia di Juan Simon (La hija de Juan Simón) (1935)
- I cavalieri della vendetta (Llanto por un bandido), regia di Carlos Saura (1963)
- In questo villaggio non ci sono ladri (En este pueblo no hay ladrones) (1965)
- Bella di giorno (Belle de jour) (1967)
- La via lattea (La voie lactée) (1969)
- Il fantasma della libertà (Le fantôme de la liberté) (1974)

### Produttore
- Un chien andalou - Un cane andaluso (1929)
- Terra senza pane (1932)
- Don Quintin l'armagao (1935)
- La figlia di Juan Simon (1935)
- Chi mi ama? (1936)
- España 1936 (1937)
- Sentinella attenti! (1937)
- Tristana (1970)

### Montatore
- Un chien andalou - Un cane andaluso (1929)
- L'âge d'or (1930)
- Terra senza pane (1932)
- Adolescenza torbida (1951)
- L'illusione viaggia in tranvai (1954)
- La selva dei dannati (1956)
- Il diario di una cameriera (1964)

### Compositore
- L'âge d'or (1930)
- La via lattea (1969)
- Tristana (1970)
- Il fascino discreto della borghesia (1972)

## Opere
- Sette film, a cura di Goffredo Fofi, trad. di Saverio Esposito, Einaudi, Torino 1974 (contiene le sceneggiature dei film: L'età dell'oro; Nazarin; Viridiana; L'angelo sterminatore; Simone del deserto; La via lattea; Il fascino discreto della borghesia)
- Quell'oscuro oggetto del desiderio, a cura di Anna Maria Tatò, con una nota di Francesco Tatò, Einaudi, Torino 1981
- Dei miei sospiri estremi, trad. di Dianella Selvatico Estense, Rizzoli, Milano 1983; SE, Milano 1991
- Scritti letterari e cinematografici, a cura di Agustín Sánchez Vidal, traduzione di Donatella Pini Moro, Marsilio, Venezia 1984
- Buñuel secondo Buñuel, a cura di Tomas Perez Turrent e Jose de la Colina, Trad. di Patrizia Volterra, Ubulibri, Milano 1993
- (con Jean-Claude Carrière) Là-bas. L'abisso, Ubulibri, Milano 1994 (contiene la sceneggiatura originale tratta dal romanzo di Joris Karl Huysmans)
- Goya 1926 : il pittore e la duchessa, a cura di Auro Bernardi, trad. di Olivo Bin, Marsilio, Venezia 1994

## Riconoscimenti
- Premi Oscar
  - 1973 – Candidatura per la migliore sceneggiatura originale per Il fascino discreto della borghesia
  - 1973 - Miglior film straniero (Francia) per Il discreto fascino della borghesia
  - 1978 – Candidatura per la Migliore sceneggiatura non originale per Quell'oscuro oggetto del desiderio
- Festival di Cannes:
  - Premio per la miglior regia nel 1951 per I figli della violenza[9]
  - Prix international 1959 per Nazarín
  - Palma d'oro 1961 per Viridiana
  - Premio FIPRESCI 1962 per L'angelo sterminatore
- Mostra internazionale d'arte cinematografica di Venezia:
  - Leone d'argento 1964 per Intolleranza: Simon del deserto
  - Leone d'oro 1967 per Bella di giorno
  - Leone d'oro alla carriera 1982
- Premio Ariel[10]
  - 1951 – Miglior regia per I figli della violenza
  - 1956 – Miglior regia per Le avventure di Robinson Crusoe ed Estasi di un delitto